# Grand Prix Monako 1973
Grand Prix Monako 1973 (oryg. Grand Prix Automobile de Monaco) – szósta runda Mistrzostw Świata Formuły 1 w sezonie 1973, która odbyła się 3 czerwca 1973, po raz 20. na torze Circuit de Monaco.
31. Grand Prix Monako, 20. zaliczane do Mistrzostw Świata Formuły 1.

## Klasyfikacja
| Legenda oznaczeń w tabelach wyników Wyświetl szablon na nowej stronie | Legenda oznaczeń w tabelach wyników Wyświetl szablon na nowej stronie                                                                     |
| Oznaczenie                                                            | Wyjaśnienie |
| --------------------------------------------------------------------- | --- |
| Złoty                                                                 | Zwycięzca lub mistrzostwo |
| Srebrny                                                               | 2. miejsce lub wicemistrzostwo |
| Brązowy                                                               | 3. miejsce lub II wicemistrzostwo |
| Zielony                                                               | Ukończył, punktował (w klasyfikacji generalnej, gdy zdobył co najmniej jeden punkt na przestrzeni sezonu, poza trzema powyższymi opcjami) |
| Niebieski                                                             | Ukończył, nie punktował (w klasyfikacji generalnej, gdy nie zdobył co najmniej jednego punktu na przestrzeni sezonu)                      |
| Czerwony                                                              | Nie zakwalifikował się (NZ) |
| Czerwony                                                              | Nie prekwalifikował się (NPK) |
| Różowy                                                                | Nie ukończył (NU) |
| Różowy                                                                | Niesklasyfikowany (NS) (w klasyfikacji generalnej, gdy nie został sklasyfikowany w żadnym wyścigu sezonu)                                 |
| Czarny                                                                | Zdyskwalifikowany (DK) |
| Czarny                                                                | Wykluczony (WYK/EX) |
| Biały                                                                 | Nie wystartował (NW) |
| Biały                                                                 | Kontuzjowany (K/INJ) |
| Biały                                                                 | Wyścig odwołany (OD/C) |
| Bez koloru                                                            | Został wycofany (WYC/WD) |
| Bez koloru                                                            | Nie przybył (NP/DNA) |
| Bez koloru                                                            | Nie brał udziału w treningach (NT/DNP) |
| Bez koloru                                                            | Nie został zgłoszony (–) |
| Pogrubienie                                                           | Start z pole position |
| Kursywa                                                               | Najszybsze okrążenie wyścigu |
| †                                                                     | Nie ukończył, ale jego rezultat został zaliczony ze względu na przejechanie więcej niż 90% dystansu wyścigu.                              |
| *                                                                     | Sezon w trakcie |
| 1/2/3                                                                 | Punktowana pozycja w sprincie kwalifikacyjnym                                                                                             |
| Lista systemów punktacji Formuły 1                                    | |

| Pos | No | Kierowca             | Konstruktor       | Okrążeń | Czas/powód NU    | Poz. Start. | Punktów |
| --- | -- | -------------------- | ----------------- | ------- | ---------------- | ----------- | ------- |
| 1   | 5  | Jackie Stewart       | Tyrrell-Ford      | 78      | 1:57:44.3        | 1           | 9       |
| 2   | 1  | Emerson Fittipaldi   | Lotus-Ford        | 78      | 1.3              | 5           | 6       |
| 3   | 2  | Ronnie Peterson      | Lotus-Ford        | 77      | + 1 okrążenie    | 2           | 4       |
| 4   | 6  | François Cevert      | Tyrrell-Ford      | 77      | + 1 okrążenie    | 4           | 3       |
| 5   | 8  | Peter Revson         | McLaren-Ford      | 76      | + 2 Okrążeń      | 15          | 2       |
| 6   | 7  | Denny Hulme          | McLaren-Ford      | 76      | + 2 Okrążeń      | 3           | 1       |
| 7   | 9  | Andrea de Adamich    | Brabham-Ford      | 75      | + 3 Okrążeń      | 25          |         |
| 8   | 23 | Mike Hailwood        | Surtees-Ford      | 75      | + 3 Okrążeń      | 13          |         |
| 9   | 27 | James Hunt           | March-Ford        | 73      | Silnik           | 18          |         |
| 10  | 17 | Jackie Oliver        | Shadow-Ford       | 72      | + 6 Okrążeń      | 22          |         |
| 11  | 11 | Wilson Fittipaldi    | Brabham-Ford      | 71      | Probl. z paliwem | 9           |         |
| NU  | 14 | Jean-Pierre Jarier   | March-Ford        | 67      | Skrz. biegów     | 14          |         |
| NU  | 12 | Graham Hill          | Shadow-Ford       | 62      | Zawieszenie      | 24          |         |
| NU  | 4  | Arturo Merzario      | Ferrari           | 58      | Ciśnienie oleju  | 16          |         |
| NU  | 10 | Carlos Reutemann     | Brabham-Ford      | 46      | Skrz. biegów     | 19          |         |
| NU  | 3  | Jacky Ickx           | Ferrari           | 44      | Wał prz. napędu  | 7           |         |
| NU  | 25 | Howden Ganley        | Iso Marlboro-Ford | 41      | Wał prz. napędu  | 10          |         |
| NU  | 20 | Jean-Pierre Beltoise | BRM               | 39      | Wypadek          | 11          |         |
| NU  | 24 | Carlos Pace          | Surtees-Ford      | 31      | Wał prz. napędu  | 17          |         |
| NU  | 18 | David Purley         | March-Ford        | 31      | Wyciek paliwa    | 23          |         |
| NU  | 26 | Nanni Galli          | Iso Marlboro-Ford | 30      | Wał prz. napędu  | 21          |         |
| NU  | 21 | Niki Lauda           | BRM               | 24      | Skrz. biegów     | 6           |         |
| NU  | 22 | Chris Amon           | Tecno             | 22      | Przegrzanie      | 12          |         |
| NU  | 19 | Clay Regazzoni       | BRM               | 15      | Hamulce          | 8           |         |
| NU  | 15 | Mike Beuttler        | March-Ford        | 3       | Silnik           | 20          |         |